# Zbigniew Kirakowski
Zbigniew Kirakowski (ur. 6 czerwca 1929 w Warszawie, zm. 1 kwietnia 1998 w Gliwicach) – polski pilot szybowcowy.
Rekordzista świata z 1959 w klasie szybowców dwumiejscowych, w locie docelowo powrotnym na szybowcu typu Bocian (488,4 km). W międzynarodowych mistrzostwach w Lesznie zajął na szybowcu Jaskółka bis szóste miejsce. Szybowcowy wicemistrz mistrz Polski w 1957, oraz 1959 roku. W mistrzostwach narodowych w Rumunii w roku 1961 zajął drugie miejsce.

## Życiorys
Ukończył studia na Politechnice Śląskiej w Gliwicach uzyskując dyplom inżyniera. Pracował w Energoprojekcie Gliwice jako projektant i budowniczy m.in. elektrowni Dolna Odra.
Był pilotem szybowcowym, członkiem kadry narodowej, wieloletnim reprezentantem Aeroklubu Gliwickiego na zawodach krajowych i międzynarodowych. Założyciel Aeroklub Gliwicki oraz jego pierwszy prezes.
Posiadacz diamentowej odznaki szybowcowej – piątej w Polsce, szesnastej na świecie. Uczestnik zawodów i mistrzostw krajowych międzynarodowych oraz świata.
Zwycięzca Całorocznych Zawodów o Memoriał Ryszarda Bitnera z 1959. Uhonorowany tytułem i Odznaką Zasłużonego Działacza Lotnictwa Sportowego. Organizator pionierskich lotów na holu za samochodem na lotniach typu Rogallo w Aeroklubie Gliwickim w 1988.
Bracia Zbigniew i Janusz Kirakowscy przez cztery laty przed Mistrzostwami Świata w Argentynie zaczęli prowadzić prace projektowo badawcze konstruując Kominowskaz. Przyrząd wskazujący kominy termiczne opatentowali, po przeprowadzeniu badań był testowany w Zefirze Zefir 2 Edward Makula podczas Mistrzostw Świata w Argentynie 1963. Kominowskaz był pierwszym urządzeniem elektronicznym zabudowanym w szybowcu.